# Porto Rico aux Deaflympics
Le Porto Rico participe 2 fois aux Deaflympics d'été depuis 2009. Le pays n'a jamais participé aux Jeux d'hiver.

## Bilan général
L'équipe du Porto Rico obtient quatre médailles des Deaflympics dont 3 or et 1 bronze.
| Année | Médaille d'or, Jeux olympiques | Médaille d'argent, Jeux olympiques | Médaille de bronze, Jeux olympiques | Total | Rang |
| 2009  | 1                              | 0                                  | 1                                   | 2     | 31e  |
| 2013  | 2                              | 0                                  | 0                                   | 2     | 19e  |
| Total | 3                              | 0                                  | 1                                   | 4     |      |